# جیمز رادکین
جیمز رادکین (انگلیسی: James Rudkin؛ زادهٔ ۷ ژوئیهٔ ۱۹۹۴) قایقران روئینگ اهل بریتانیا است.
وی در مسابقات کشوری و بین‌المللی در مجموع برندهٔ ۱ مدال طلا، ۱ مدال نقره، ۲ مدال برنز شده‌است.